# .cd
.cd — в Інтернеті, національний домен верхнього рівня (ccTLD) для Демократичної Республіки Конго.

## Домени 2-го та 3-го рівнів
В цьому національному домені нараховується близько 623,000 вебсторінок (станом на січень 2009 року).
У наш час використовуються та приймають реєстрації доменів 3-го рівня такі доменні суфікси (відповідно, існують такі домени 2-го рівня):
| Суфікс | Регламентовані користувачі                                            |
| .ac.cd | Наукові та дослідницькі установи, коледжі, університети або інститути |